# 学校法人駿河台大学
学校法人駿河台大学（がっこうほうじんするがだいだいがく）は、学校法人にして駿河台大学等の設置者。駿台グループの一員でもある。

## 設置している学校
- 駿河台大学
- 駿河台大学第一幼稚園

## 人事

### 役員
- 学長・理事 : 大森一宏
- 理事長 : 山﨑志保

### 職員
- 駿台グループとの人事交流があるが、数としては多くはない。採用活動は駿河台大学として行い、人事異動は、総務課、財務課、入試広報課等の法人部門の他、教務課、学生支援課、体育課、キャリア就職支援課、地域連携課、学術情報課、情報システム課等 学内の部署間にて行われることが通例である。